# 31230 Tuyouyou
31230 Tuyouyou è un asteroide della fascia principale. Scoperto nel 1998, presenta un'orbita caratterizzata da un semiasse maggiore pari a 2,6865414 UA e da un'eccentricità di 0,1462452, inclinata di 14,21316° rispetto all'eclittica.